# 東松浦半島

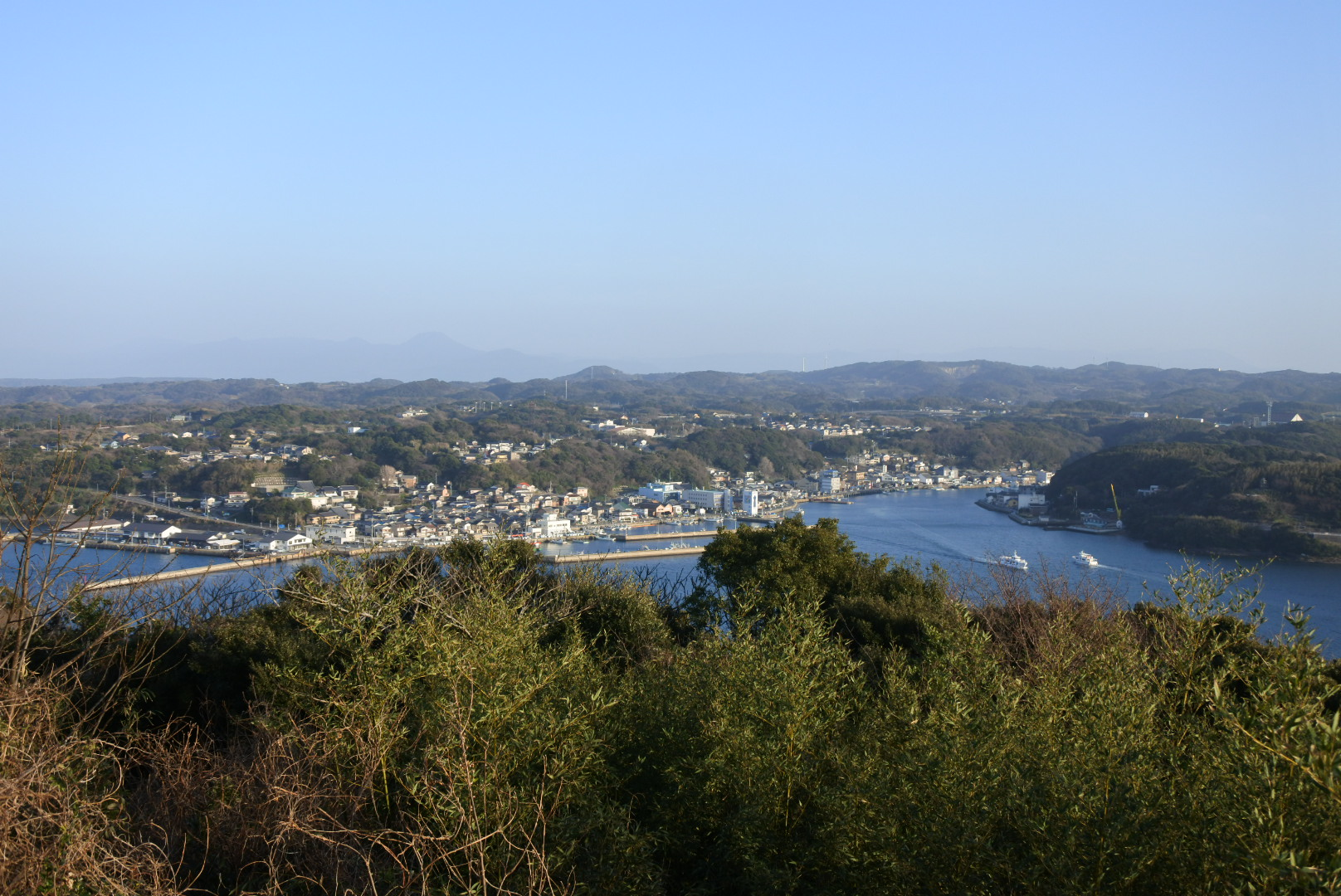
海沿いの低地に沿う呼子の町とその背後の台地・丘陵

東松浦半島周辺の地形図

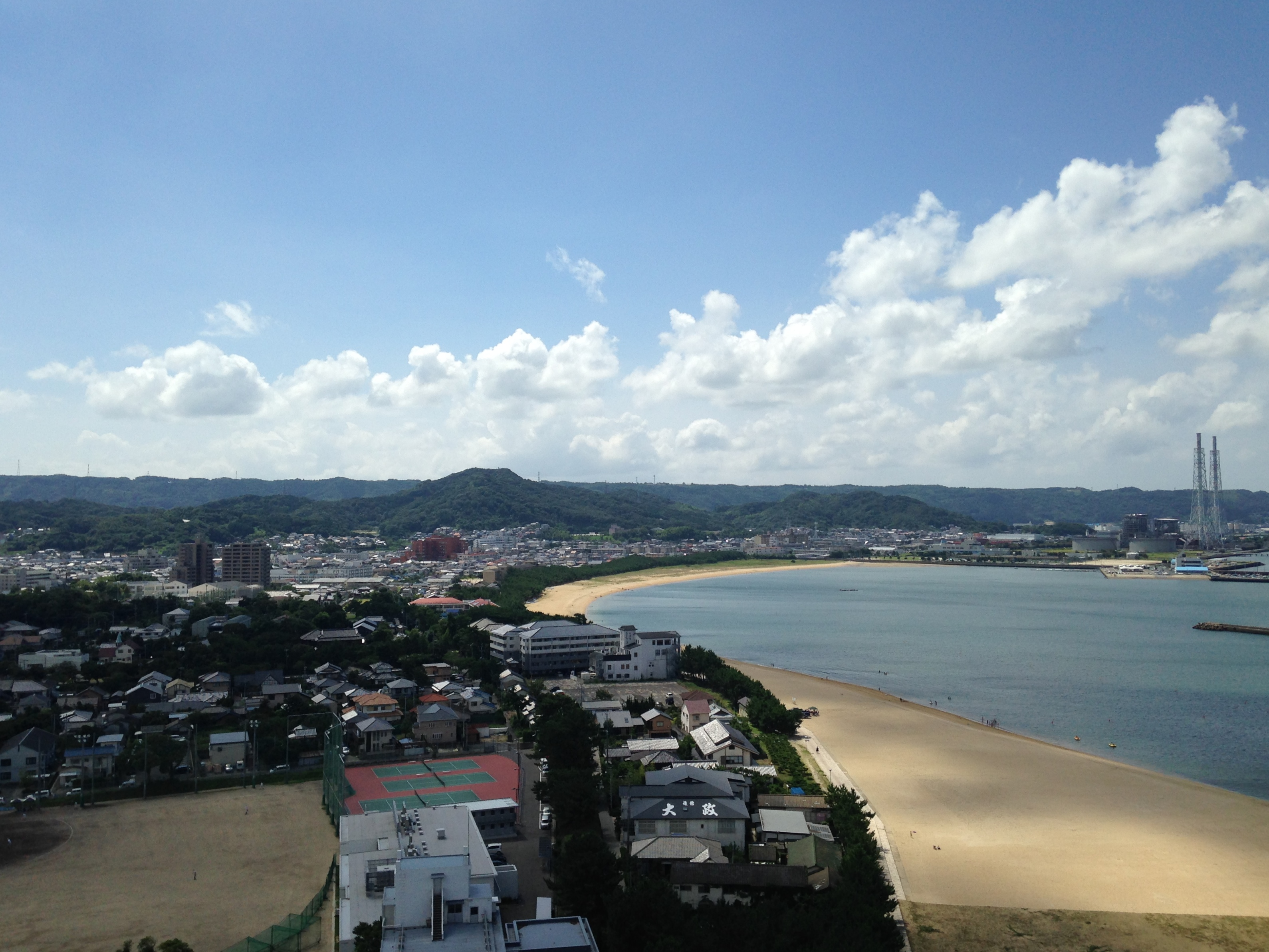
唐津城から遠望した平坦な台地

東松浦半島（ひがしまつうらはんとう）は、九州の北部に突き出た半島で、佐賀県の北西部に位置している。

## 地理
東松浦半島に属する行政地域は、唐津市の北西部と東松浦郡玄海町の上場地域、および伊万里市北部の2市1町である。
東側では糸島半島と共に唐津湾を、西側では北松浦半島と共に伊万里湾を挟み、北側では壱岐島との間に壱岐水道を挟んでいる。伊万里湾に面する南西部を除いてほぼ全体が玄界灘に面しており、海岸のほとんどが玄海国定公園に指定されている。
丘陵性の台地である上場台地（うわばだいち）が広がっている。上場（うわば）は下場（したば）と対となる現地の呼称で、海岸や河口の平地を下場、台地を上場と呼んだ。
台地は開析が弱く平坦面が目立ち、その様子は鏡山など遠くから眺めるとよく分かる。その高さは石高山で標高約270 mで、北西に行くほど低くなっている。台地の侵食から残った部分や火山活動による火道が残丘となり、丘陵や島々を形成している。一方、海岸には台地の縁が侵食を受けた断崖が点在する。
海岸は、呼子町小友の尾ノ下鼻付近を境にして、東側では海岸線が弧状に連なり砂浜が点在する地形が目立つ。湊や相賀、唐津湾奥には砂丘がみられ、湊や相賀には陸繋島がある。西側では、狭長な沈降海岸状の湾と細長く突き出した岬が交互に並ぶ。深い湾には名護屋浦や外津浦などがある。岬の先端は10 - 20 mの玄武岩の断崖となった地形がみられ、柱状節理が自然景勝を造り出している。西部の伊万里湾には福島や鷹島の他大小の島々や瀬、屈曲した海岸線がみられる。
北部から西部の海岸はリアス式海岸でもあり、湾内は比較的波が穏やな天然の良港となっている。その中でも呼子港はイカの水揚げの多い漁港として有名である。また東側の唐津港は九州でも水揚量が多い漁港である。また、江戸時代や明治時代までは沿岸を回遊するヒゲクジラ類を対象とした大規模な古式捕鯨が行われていた。
半島の最北端は波戸岬（はどみさき）（唐津市鎮西町）で、唐津市玄海海中展望塔や国民宿舎があり、観光スポットとなっている。
また、玄界灘の強風を利用して風力発電が盛んに行われるようになった。

## 歴史
- 778年 - 遣唐使船が来着。
- 1274年・1281年 - 元寇。元軍が松浦地方を侵略。
- 1591年 - 1592年 - 豊臣秀吉、現在の唐津市鎮西町に名護屋城を造り、朝鮮出兵を行う。
- 江戸時代 - 肥前国唐津藩領となる。
- 1771年 - 虹の松原一揆が起こる。
- 1883年 - 今の佐賀県に編入される。
- 1975年 - 玄海原子力発電所の営業運転開始。

## 地質
唐津と松浦市今福を結ぶ線をほぼ境にしてその北西側に、約300万年前 - 250万年前（新第三紀終盤から第四紀初め）の東松浦玄武岩類が広く分布し、玄武岩台地かつ溶岩台地である東松浦半島の台地となっている。東松浦玄武岩類は、アルカリ玄武岩で九州北西部の他の地域にも分布する広域玄武岩のひとつ。呼子付近で海面付近から海面下、平成合併前の唐津市西部で標高約150 - 200mがその底となり、それ以前の花崗岩類や堆積岩を覆っている。
一部に古第三紀初期に蓄積した石炭層が分布する。唐津市肥前町鶴牧には杵島炭鉱大鶴鉱業所があった。周辺では鷹島や福島、北波多などでも炭鉱が操業した。
玄武岩台地の上部の土壌はおんじゃくと呼ばれる酸性の細粒土となっている。作物にとっては根を通しにくく、保水力が低く養分も乏しい特殊土壌で、そのままでは農業利用しづらい。赤鉄鉱を多く含み、酸化条件下で鮮やかな赤みを呈する赤色おんじゃく、還元条件下で変色した紫色・灰色おんじゃくがある。

## 農業
台地には大きな河川がみられない。畑作を主とする地域で、かつては水源に乏しく、痩せた土壌や強風などもあって農業にとって条件の厳しい土地だった。江戸時代以降500を数える溜池が築造されたが、度々干害が発生していた。3年に1度米が収穫できればよいとされるような土地もあり、現金収入を求めて年間数千人が出稼ぎに出る状況となっていた。そのような中1967年（昭和42年）の干害は甚大で農業被害が6億5千万円（当時）に達し、これを契機に大規模開発が着手される。
国営事業で1973年度（昭和48年度）から2003年度（平成15年度）にかけて実施された上場土地改良事業を通じ、ダムや用水施設の建設、規模拡大のための農地区画整理が行われた。区画整理はファームポンドなどを併設して36農業団地・808ヘクタール(ha)に亘って行われ、灌漑面積は5,227 haに上った。水源確保のため後川内ダム、赤坂ダム、打上ダム、上蔵ダム、藤ノ平ダムの5つのダムが建設され、松浦川（松浦大堰）から豊水水利権により取水する水源となった。約22kmに亘る広域農道も造られた。
事業以降水源が安定し、おんじゃく土壌も複数回の深耕によって固さを改善、施肥によって養分が補われ生産性が向上、畜産の副産物である堆肥も施肥に有効利用され、農業環境は良くなった。イチゴやハウスみかんなどの施設栽培、野菜類、葉タバコの生産が拡大、水稲も早場米の生産が定着した。また、ソルゴーなどの飼料の現地栽培が拡大、飼料が確保されたことを背景に佐賀牛ブランドの肉用牛の飼育も増加して主産地となった。上場台地4町の農業産出額は、1975年から2001年にかけて約73億円から約122億円に増加（1.68倍、佐賀県全体では同期間に1.05倍）している。

## 交通

### 道路
国道204号が半島の海岸に近い場所に敷設されているほか、半島の付け根には国道202号が通っている。また国道204号から北岸の旧呼子町へは国道382号が通る。
半島の内陸部では主要地方道である唐津呼子線、肥前呼子線のほか、屋形石から山田の南北を結ぶ上場広域農道、一般県道や市道が多く敷設されている。唐津市中心部と半島北側・西側の海岸部の間を行き来する場合、国道204号よりもこれらの主要地方道・一般県道・市道を通ったほうが近い。
半島の北側にある離島の加部島とは呼子大橋で結ばれ、半島の西側にある離島の鷹島とは鷹島肥前大橋で結ばれている。
昭和自動車がこれらの道路を通り唐津市中心部（唐津大手口バスセンター）と半島内各地を結ぶバスを多数運行している。

### 鉄道
九州旅客鉄道（JR九州）筑肥線・唐津線が半島南東部の付け根近くにある。
なお半島の東岸部を通り唐津市中心部と呼子町を介して。筑肥線の始発終着地点である九州旅客鉄道（JR九州）筑肥線伊万里駅を半島の西半分の付け根に向かい結ぶ予定だった呼子線が計画されたことがあったが、実現せずに終わっている。

## ギャラリー

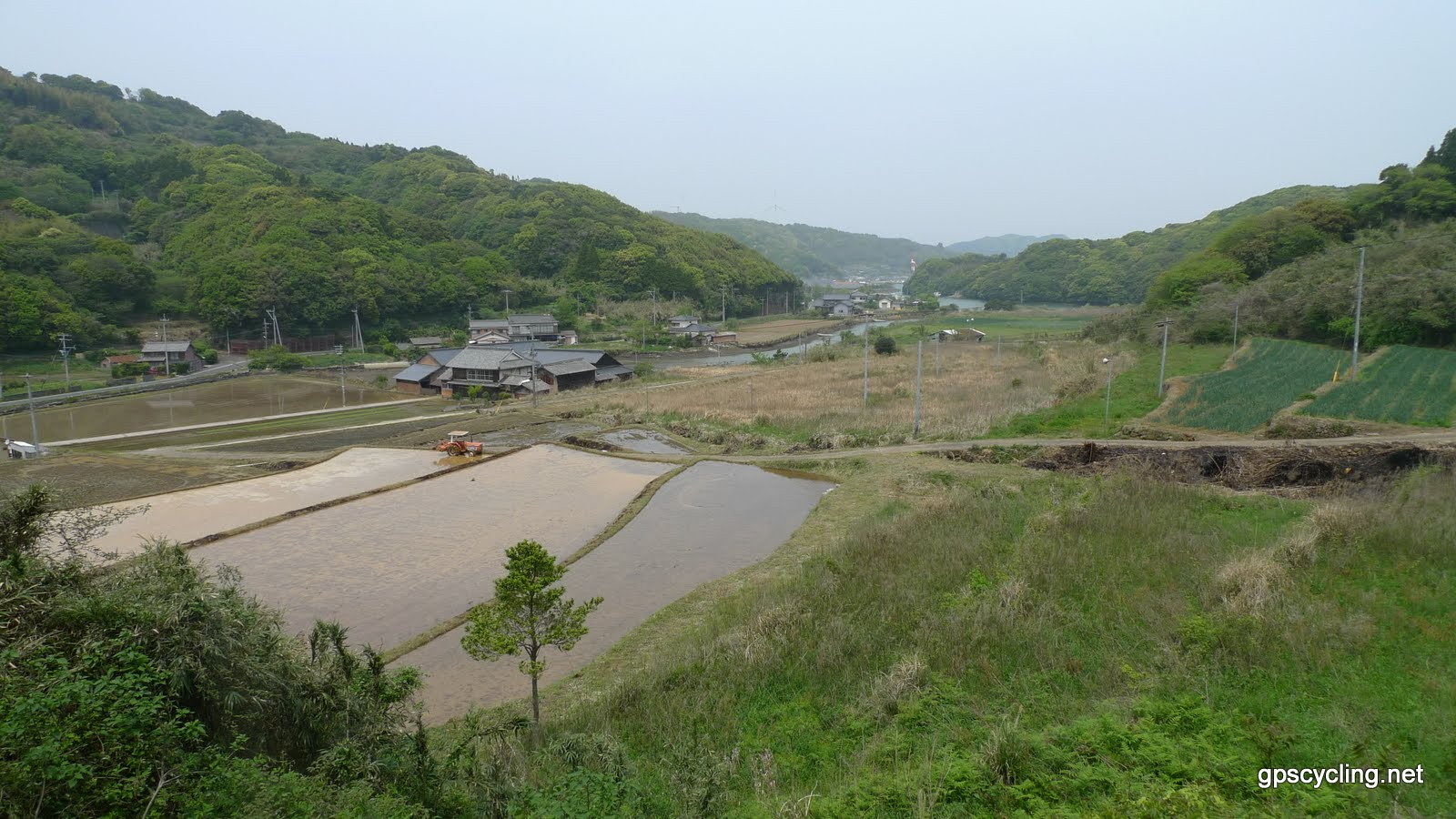
谷に広がる田畑（肥前町梅崎）
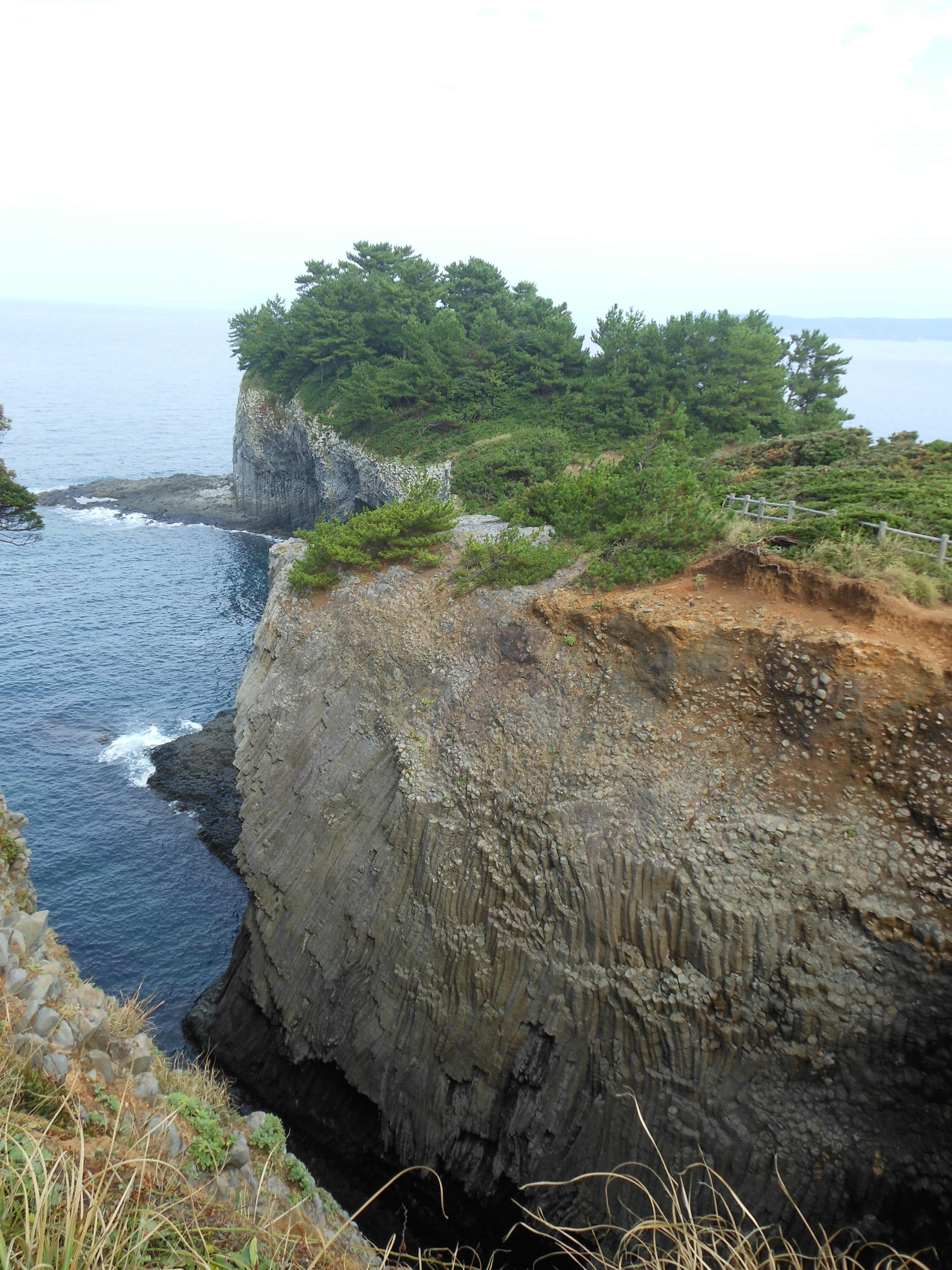
土器崎先端、七ツ釜周辺の柱状節理の断崖
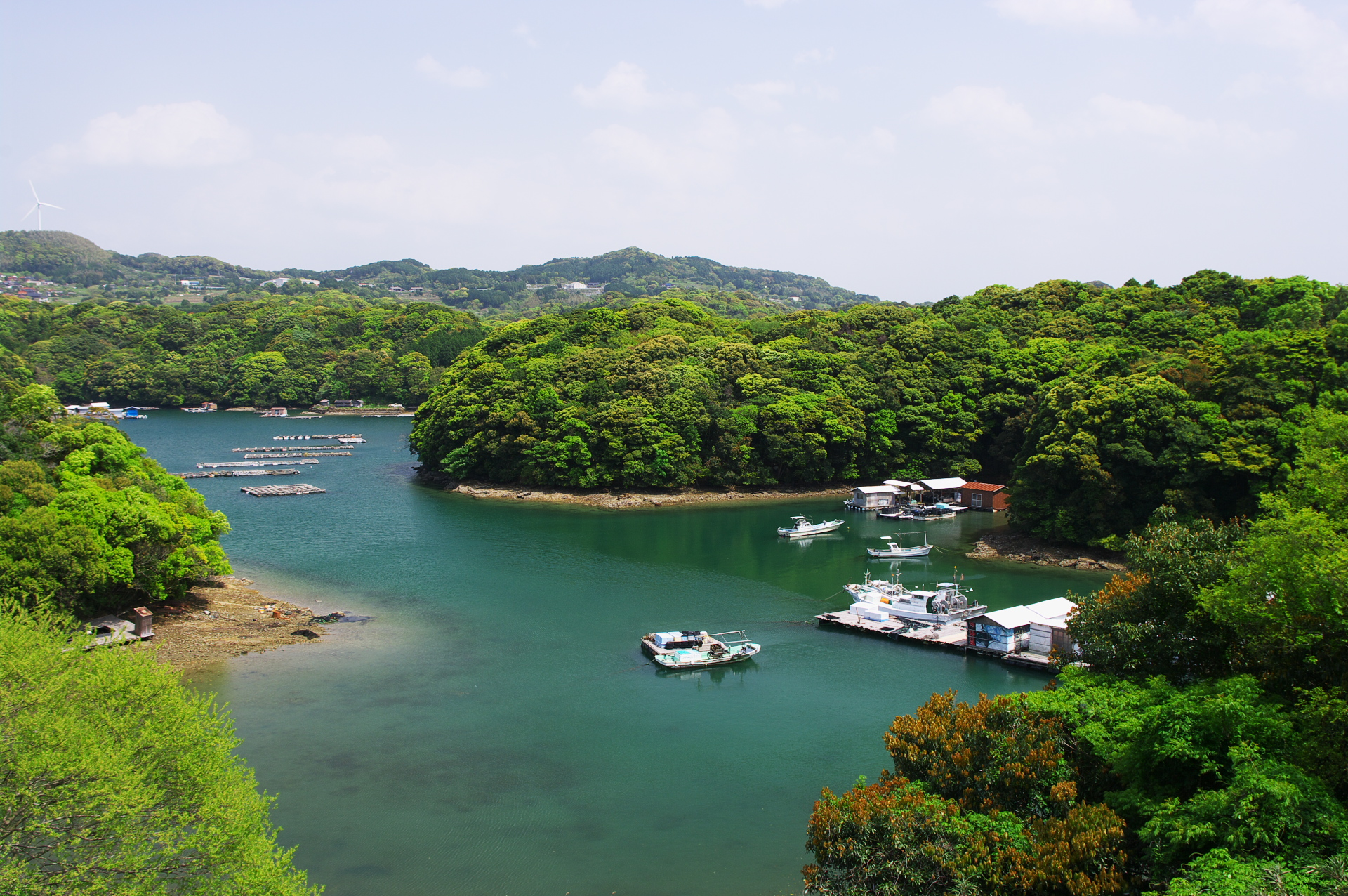
入り江（肥前町満越）
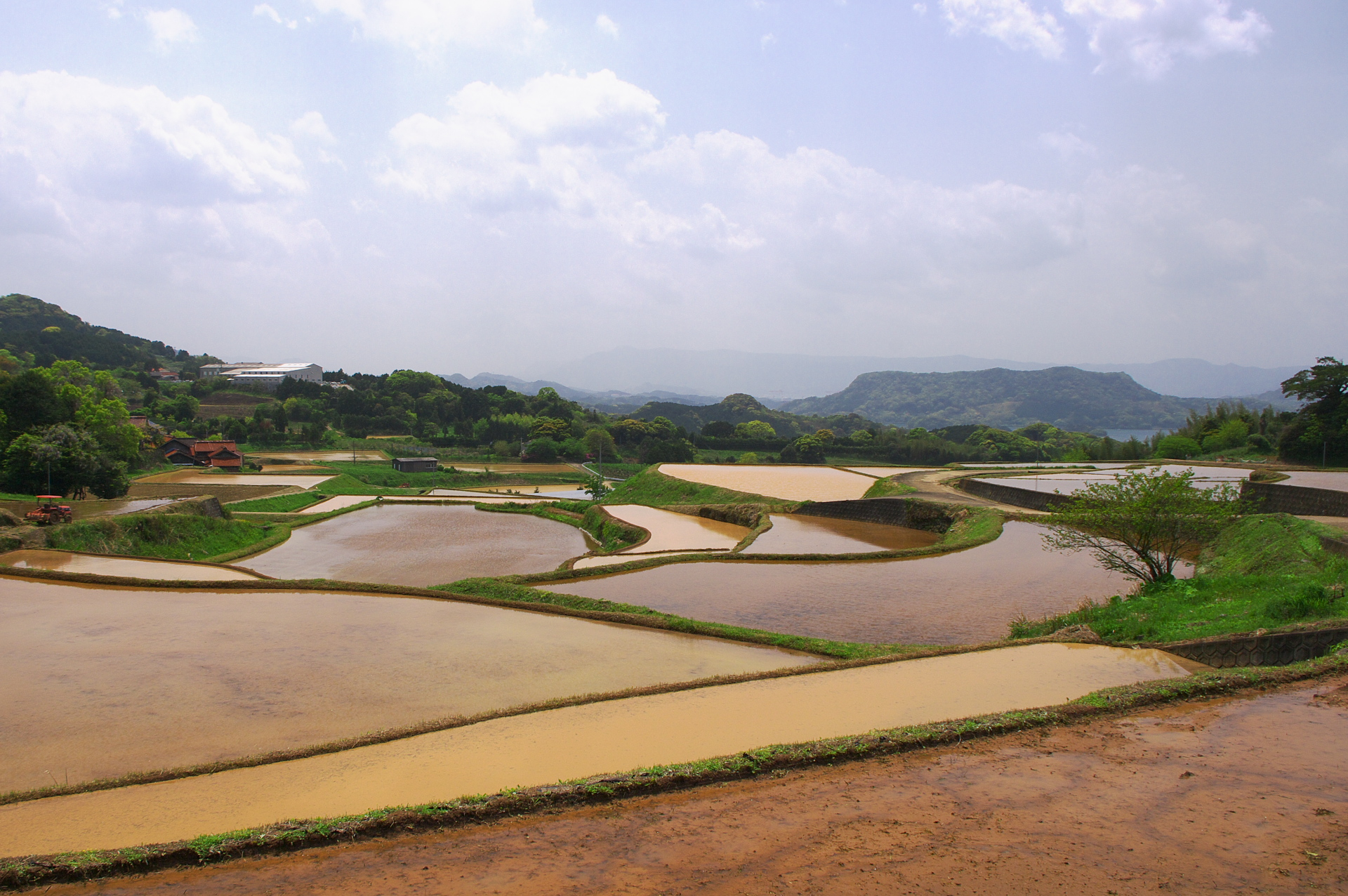
中浦の棚田（肥前町中浦）。水田の土は赤みを帯びている。
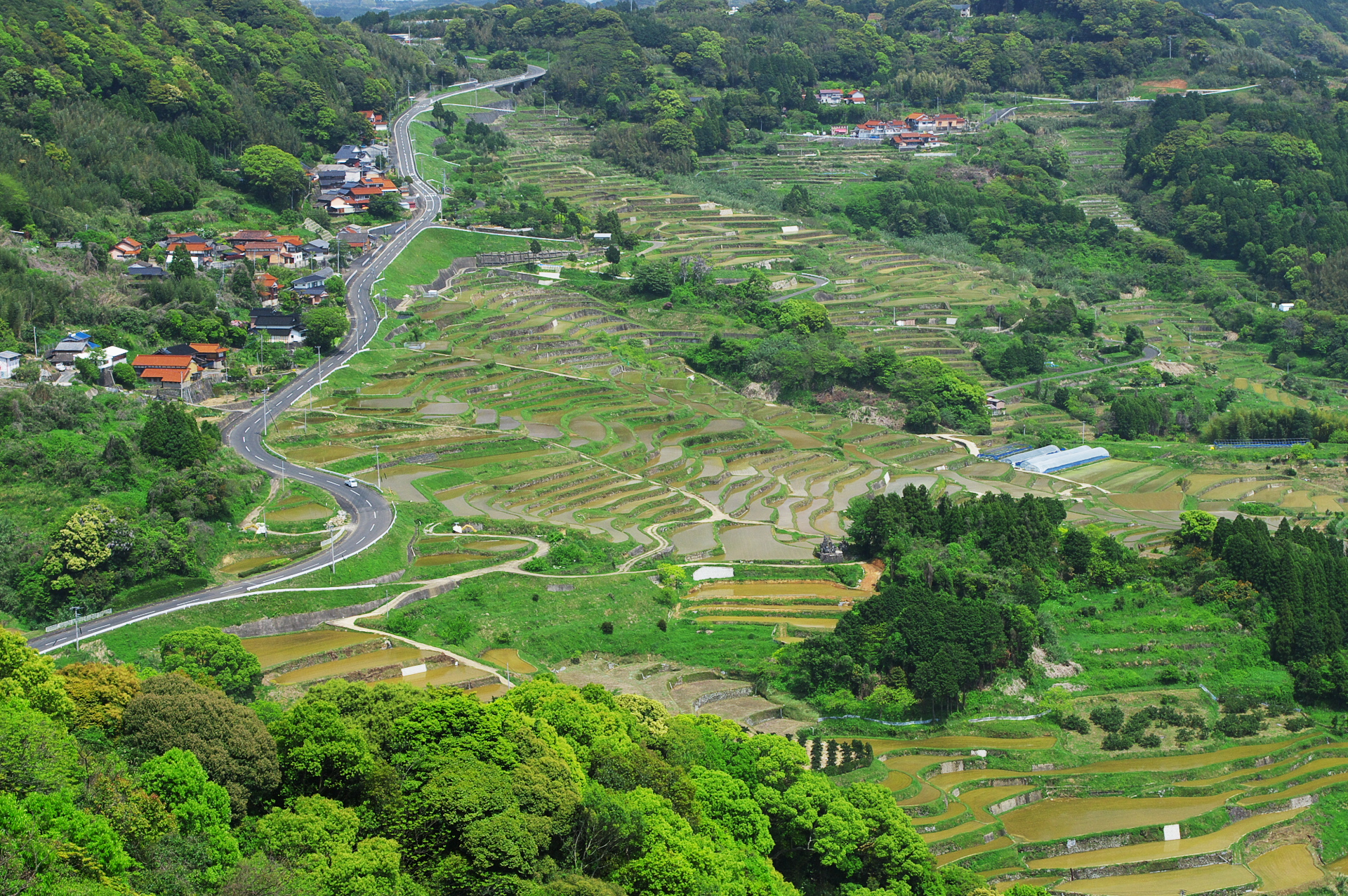
満越の棚田（大浦の棚田のひとつ、肥前町大浦）
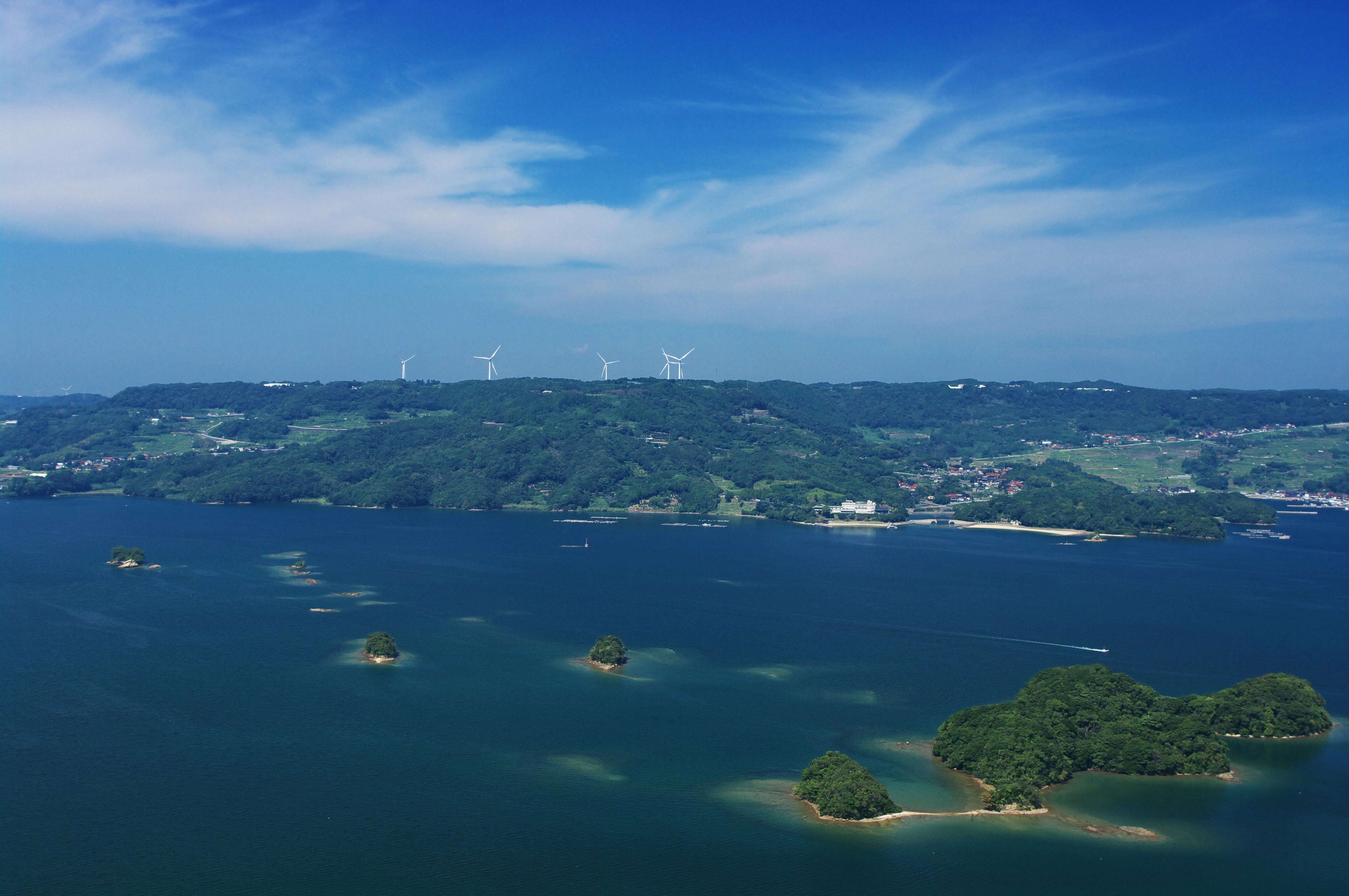
松浦市福島の白岳から望遠した肥前町の台地。頂上には風車が並ぶ。